# Храстина
Храстина (хрв. Hrastina) је насељено место у општини Марија Горица, Загребачка жупанија, Хрватска.

## Историја
До територијалне реорганизације у Хрватској била је у саставу старе загребачке приградске општине Запрешић.

## Становништво
У попису становништва из 2011. године, Храстина је имала 178 становника.
| Број становника према пописима | Број становника према пописима | Број становника према пописима | Број становника према пописима | Број становника према пописима | Број становника према пописима | Број становника према пописима | Број становника према пописима | Број становника према пописима | Број становника према пописима | Број становника према пописима | Број становника према пописима | Број становника према пописима | Број становника према пописима | Број становника према пописима | Број становника према пописима |
| ------------------------------ | ------------------------------ | ------------------------------ | ------------------------------ | ------------------------------ | ------------------------------ | ------------------------------ | ------------------------------ | ------------------------------ | ------------------------------ | ------------------------------ | ------------------------------ | ------------------------------ | ------------------------------ | ------------------------------ | ------------------------------ |
| 1857                           | 1869                           | 1880                           | 1890                           | 1900                           | 1910                           | 1921                           | 1931                           | 1948                           | 1953                           | 1961                           | 1971                           | 1981                           | 1991                           | 2001                           | 2011                           |
| 136                            | 156                            | 184                            | 175                            | 219                            | 257                            | 234                            | 225                            | 242                            | 263                            | 224                            | 182                            | 153                            | 148                            | 157                            | 178                            |

Напомена: До 1900. исказивано под именом Храстина, а од 1910. до 1991. под именом Храстина Брдовечка. Године 1991. увећан припајањем дела атара насеља Доњи Ладуч (Брдовец), који садржи део података од 1857. до 1981.